# Světový den UFO
Světový den UFO je připomínkový den pro všechny zájemce o neidentifikované létající objekty (Unidentified Flying Objects – UFO), den setkávání, diskuzí a společného pozorování oblohy. Den je slaven 2. července na památku údajné havárie UFO v Roswellu v roce 1947, tzv. Roswellského incidentu. Některými zájemci o UFO, zejména ve Spojených státech, je však tento den slaven i 24. června, v den, kdy letec Kenneth Arnold údajně oznámil první pozorování UFO v historii.
Cílem oslav 2. července je zvýšení povědomí o „nepochybné existenci UFO“, a připomínka vládám světa, aby odtajnily své záznamy o pozorováních UFO.